# Parkes Rebecca
Parkes Rebecca Grace (1994. augusztus 16. –) új-zélandi születésű, olimpiai- és Európa-bajnoki bronzérmes, világbajnoki ezüstérmes magyar válogatott vízilabdázó.

## Pályafutása
2013-ig az új-zélandi junior válogatottban szerepelt. 2014-ben leigazolta az Eger. 2016-ban magyar állampolgár lett. A 2017. évi nyári universiadén ezüstérmes volt. Tagja volt a 2018-as Európa-bajnokságon és a 2019-es világbajnokságon negyedik helyezett magyar válogatottnak. Szintén szerepelt a 2021-re halasztott tokiói olimpián bronzérmet szerző válogatottban. Az olimpia után a görög Etnikosz Pireusz játékosa lett. 2022-ben a LEN-kupát nyert.
Tagja volt a magyar női vízilabda-válogatott keretének a 2022-es, hazai rendezésű vizes világbajnokságon, ahol a válogatott tagjaként ezüstérmes lett. 2022 nyarán Egerbe igazolt.
A 2024-es őszi szezon után gerincfájdalmai miatt műtéten esett át.

## Sikerei
Olimpiai játékok
- bronzérmes: 2021

Világbajnokság
- ezüstérmes: 2022, 2024

Európa-bajnokság
- bronzérmes: 2020

Universiade
- ezüstérmes: 2017

Magyar bajnokság
- aranyérmes: 2017–2018, 2018–2019, 2020–2021, 2022–2023
- bronzérmes: 2023–2024

Magyar kupa
- győztes: 2017

LEN-Kupa
- győztes: 2022

## Díjai
- Magyar Arany Érdemkereszt (2021)[10]
- Az év magyar vízilabdázója (2022)[11]